# Тиссье де Малере, Бернар
Бернар Тиссье де Малере (фр. Bernard Tissier de Mallerais; 14 сентября 1945, Салланш, Франция — 8 октября 2024, Мартиньи, Швейцария) — католический иерарх, вспомогательный епископ священнического братства святого Пия X (FSSPX).

## Ранняя жизнь и служение
Бернар Тиссье де Малере родился в 1945 году в Салланше, Франция. Получив степень магистра в области биологии, он в 1967 году познакомился с генеральным настоятелем Конгрегации Святого Духа, архиепископом Марселем Лефевром, и спустя два года поступил в семинарию во Фрибуре (Швейцария) — первую семинарию создаваемого тогда Священнического братства св. Пия Х (FSSPX).
Находясь в сане субдиакона, Тиссье де Малере был назначен генеральным секретарём FSSPX и занимал эту должность с 1974 до 1979 года. 29 июня 1975 года состоялось его рукоположение в священники. Священный сан он принял вместе с семинаристами Пьером Бленом и Дональдом Сэнборном. С начала нового учебного года он стал преподавателем апологетики в семинарии, а в сентябре 1978 года занял должность ректора, на которой оставался до 1983 года. В 1984 году отец Тиссье де Малере был назначен генеральным секретарём FSSPX вновь.

## Рукоположение в епископы
В 1988 году отец Тиссье де Малере участвовал в качестве богослова со стороны архиепископа Лефевра в его переговорах с Римом по вопросу урегулирования канонического положения и назначения епископа для Братства св. Пия Х. Однако соглашение не было достигнуто, и 30 июня 1988 года архиепископ Лефевр без разрешения Святого Престола рукоположил четырёх епископов: Бернара Фелле, Альфонсо де Галаррету, Ричарда Уильямсона и Бернара Тиссье де Малере.
1 июля 1988 года префект Конгрегации по делам епископов кардинал Бернарден Гантен подписал постановление об отлучении, в котором заявил, что архиепископ Лефевр, епископ де Кастро Майер и четверо рукоположенных епископов совершили схизматический акт и тем самым подверглись отлучению latae sententiae. 2 июля 1988 года папа Иоанн Павел II апостольским посланием «Ecclesia Dei adflicta» подтвердил отлучение и совершение преступления схизмы. Священническое братство св. Пия Х оспаривает действительность этого наказания. 21 января 2009 года Конгрегация по делам епископов, пользуясь полномочиями, предоставленными папой Бенедиктом XVI, сняла отлучение с четырёх рукоположенных в 1988 году епископов и лишила юридической силы постановление об отлучении, выданное в том же году.
Будучи епископом, Тиссье де Малере посвятил себя служению верующим, а также рукоположению семинаристов. В частности, в 1989 году он отслужил первую в истории семинарии в Цайцкофене мессу Хризмы, а в 1990 году освятил первый храм, построенный Братством св. Пия Х в Швейцарии. 28 июля 1991 года он рукоположил в епископы Лисиниу Ранжела (англ. Licínio Rangel), который после смерти епископа де Кастро Майера возглавил Священническое братство святого Иоанна Марии Вианнея в Бразилии.

## Смерть
28 сентября 2024 года епископ Тиссье де Малере пострадал от падения на ступеньках в семинарии в Эконе. С переломом черепа и значительной потерей крови он был доставлен в больницу, где провёл несколько дней в коме и 8 октября скончался в возрасте 79 лет в присутствии ректора семинарии, нескольких семинаристов и своего брата.

## Труды
- Marcel Lefebvre : une vie (2002).
- L’étrange théologie de Benoît XVI. Herméneutique de continuité ou rupture (2012).
- Marcel Lefebvre, raconté par ses proches. Une vie dialoguée pour les jeunes (2022).